# Slip of the Tongue
Slip of the Tongue je osmé studiové album anglické rockové skupiny Whitesnake. Vydáno bylo v listopadu 1989 a jeho producenty byli Mike Clink a Keith Olsen. Nahráno bylo ve studiu Record Plant v Los Angeles. Píseň „Fool for Your Loving“ byla v jiné verzi vydána již v roce 1980 na albu Ready an' Willing.

## Seznam skladeb
Autory všech skladeb jsou David Coverdale a Adrian Vandenberg, pokud není uvedeno jinak.
1. Slip of the Tongue – 5:20
2. Cheap an' Nasty – 3:28
3. Fool for Your Loving '89 (Coverdale, Bernie Marsden, Micky Moody) – 4:10
4. Now You're Gone – 4:11
5. Kittens Got Claws – 5:00
6. Wings of the Storm – 5:00
7. The Deeper the Love – 4:22
8. Judgment Day – 5:15
9. Slow Poke Music – 3:59
10. Sailing Ships – 6:02

## Obsazení
Whitesnake
- David Coverdale – zpěv
- Steve Vai – kytara
- Adrian Vandenberg – kytara (je uveden na obalu, ale na desce nehrál)
- Rudy Sarzo – baskytara
- Tommy Aldridge – bicí

Ostatní hudebníci
- Don Airey – klávesy
- David Rosenthal – klávesy
- Claude Gaudette – klávesy
- Glenn Hughes – doprovodné vokály
- Tommy Funderburk – doprovodné vokály
- Richard Page – doprovodné vokály